# Andrej Druzovič
Andrej Druzovič, slovenski rimokatoliški duhovnik in narodni buditelj, * 17. november 1807, Žetinci pri Radgoni, † 11. junij 1880, Gradec.

## Življenje
Duhovnik je postal v Gradcu leta 1833, nato je bil kaplan pri Lenartu, kjer je zbiral podpise na peticijah za Zedinjeno Slovenijo. S tem se je zameril nemškim Lenarškim tržanom, kateri so poslali ogorčeno pismo na škofijo Gradec, in obtožili kaplana Andreja Druzoviča, da se je zavzemal za panslavizem. Hoteli so se ga znebiti, ker je skupaj s kirurgom Andrejem Kurnikom zatiral Nemce in jim povzročal težave. Lenarški dekan je zagovarjal kaplana, a so ga vseeno leta 1849 premestili v župnijo Ernovž, sedaj Erenhausen v Avstriji.